# Gran Premio d'Australia 1996
Il Gran Premio d'Australia 1996 si è svolto il 10 marzo sul Circuito Albert Park a Melbourne. Ha vinto Damon Hill su Williams, precedendo il compagno di squadra Jacques Villeneuve, al debutto in Formula 1 e Eddie Irvine su Ferrari.

## Qualifiche

### Resoconto
Il sistema di qualifiche viene cambiato rispetto alla stagione precedente, rendendo la sessione di sabato pomeriggio l'unica valida per la formazione della griglia di partenza; questo per evitare che il maltempo rendesse nulla la sessione di sabato, penalizzando fortemente piloti che avevano avuto problemi il venerdì, e per abbassare i costi. Viene anche introdotta una regola che esclude dalla gara i concorrenti che fanno segnare tempi superiori al 107% del tempo della pole position.
I risultati delle qualifiche sono piuttosto sorprendenti: la Williams si conferma il team dominante, piazzando i propri piloti in prima fila, ma in pole position non parte l'esperto Hill, bensì il debuttante Villeneuve, che precede il compagno di squadra per poco più di un decimo. Terzo è l'ancora più sorprendente Irvine, che batte il Campione del mondo in carica Schumacher nella sfida interna alla Ferrari. Seguono Häkkinen, Alesi, Berger, Barrichello, Frentzen e Salo, mentre entrambe le Forti rimangono fuori dal 107%.

### Risultati
| Pos                         | Nº | Pilota                | Costruttore          | Tempo    | Distacco |
| --------------------------- | -- | --------------------- | -------------------- | -------- | -------- |
| 1                           | 6  | Jacques Villeneuve    | Williams - Renault   | 1:32.371 |          |
| 2                           | 5  | Damon Hill            | Williams - Renault   | 1:32.509 | +0.138   |
| 3                           | 2  | Eddie Irvine          | Ferrari              | 1:32.889 | +0.518   |
| 4                           | 1  | Michael Schumacher    | Ferrari              | 1:33.125 | +0.754   |
| 5                           | 7  | Mika Häkkinen         | McLaren - Mercedes   | 1:34.054 | +1.683   |
| 6                           | 3  | Jean Alesi            | Benetton - Renault   | 1:34.257 | +1.886   |
| 7                           | 4  | Gerhard Berger        | Benetton - Renault   | 1:34.344 | +1.973   |
| 8                           | 11 | Rubens Barrichello    | Jordan - Peugeot     | 1:34.474 | +2.103   |
| 9                           | 15 | Heinz-Harald Frentzen | Sauber - Ford        | 1:34.494 | +2.123   |
| 10                          | 19 | Mika Salo             | Tyrrell - Yamaha     | 1:34.832 | +2.461   |
| 11                          | 9  | Olivier Panis         | Ligier - Mugen-Honda | 1:35.330 | +2.959   |
| 12                          | 17 | Jos Verstappen        | Footwork - Hart      | 1:35.338 | +2.967   |
| 13                          | 8  | David Coulthard       | McLaren - Mercedes   | 1:35.351 | +2.980   |
| 14                          | 14 | Johnny Herbert        | Sauber - Ford        | 1:35.453 | +3.082   |
| 15                          | 18 | Ukyo Katayama         | Tyrrell - Yamaha     | 1:35.715 | +3.344   |
| 16                          | 21 | Giancarlo Fisichella  | Minardi - Ford       | 1:35.898 | +3.527   |
| 17                          | 20 | Pedro Lamy            | Minardi - Ford       | 1:36.109 | +3.638   |
| 18                          | 16 | Ricardo Rosset        | Footwork - Hart      | 1:36.198 | +3.827   |
| 19                          | 12 | Martin Brundle        | Jordan - Peugeot     | 1:36.286 | +3.915   |
| 20                          | 10 | Pedro Diniz           | Ligier - Mugen-Honda | 1:36.298 | +3.928   |
| Tempo limite 107%: 1:38,837 |    |                       |                      |          |          |
| NQ                          | 22 | Luca Badoer           | Forti - Ford         | 1:39.202 | +6.831   |
| NQ                          | 23 | Andrea Montermini     | Forti - Ford         | 1:42.087 | +9.717   |

## Gara

### Resoconto
Al via Villeneuve mantiene la testa della corsa, mentre il suo compagno di squadra Hill parte male e viene sopravanzato da entrambi i piloti della Ferrari. A centro gruppo, però, è caos: le due Tyrrell di Salo e Katayama rimangono ferme sulla griglia, mentre Frentzen rimane addirittura fermo durante il giro di ricognizione; il peggio capita però alla terza curva, quando Brundle tampona violentemente Coulthard e la Jordan dell'inglese decolla, spezzandosi poi a metà. Brundle esce illeso dall'incidente, ma la gara viene interrotta con la bandiera rossa. Viene organizzato un secondo via, al quale non prende parte Herbert, coinvolto nell'incidente di Brundle e costretto a cedere il muletto a Frentzen; Brundle ottiene invece l'autorizzazione a partecipare alla seconda partenza dal medico della FIA, Syd Watkins.
Il secondo via si svolge regolarmente, con Villeneuve che mantiene la prima posizione davanti a Hill, Irvine e Schumacher. Dopo due giri il tedesco sopravanza il compagno di squadra, guadagnando la terza posizione; il nordirlandese è quindi attaccato da Alesi, che però si autoelimina in un tentativo di sorpasso piuttosto azzardato al decimo passaggio. A questo punto la gara si sviluppa piuttosto linearmente, con Schumacher che segue i piloti della Williams senza mai impensierirli seriamente, Irvine che mantiene la quarta posizione e Häkkinen che fa da tappo rispetto agli inseguitori, bloccando alle sue spalle Barrichello e Berger.
Poco dopo la metà della gara, dopo aver effettuato il suo pit stop, Schumacher è costretto al ritiro per problemi ai freni; nel frattempo, però, il duello tra i due piloti della Williams si intensifica: nel gioco dei rifornimenti Hill riesce a passare davanti al compagno di squadra, ma Villeneuve sfrutta gli pneumatici già caldi per riportarsi in testa. Al 33º giro, tuttavia, il canadese commette un errore e va lungo sull'erba alla prima curva, riuscendo comunque a mantenere la testa della corsa. La vettura di Villeneuve comincia poi a perdere vistosamente olio e per evitare la rottura del motore la squadra gli impone di rallentare, facendo così passare il compagno di squadra. Il canadese si rassegna e Hill coglie la prima vittoria stagionale, davanti a Villeneuve, Irvine, Berger, Häkkinen e Salo.

### Risultati
| Pos | N  | Pilota                | Costruttore/Motore   | Giri | Tempo/Ritiro                  | Griglia | Punti |
| --- | -- | --------------------- | -------------------- | ---- | ----------------------------- | ------- | ----- |
| 1   | 5  | Damon Hill            | Williams - Renault   | 58   | 1:32:50.4                     | 2       | 10    |
| 2   | 6  | Jacques Villeneuve    | Williams - Renault   | 58   | +38.020                       | 1       | 6     |
| 3   | 2  | Eddie Irvine          | Ferrari              | 58   | +1:02.571                     | 3       | 4     |
| 4   | 4  | Gerhard Berger        | Benetton - Renault   | 58   | +1:17.037                     | 7       | 3     |
| 5   | 7  | Mika Häkkinen         | McLaren - Mercedes   | 58   | +1:35.071                     | 5       | 2     |
| 6   | 19 | Mika Salo             | Tyrrell - Yamaha     | 57   | +1 giro                       | 10      | 1     |
| 7   | 9  | Olivier Panis         | Ligier - Mugen-Honda | 57   | +1 giro                       | 11      |       |
| 8   | 15 | Heinz-Harald Frentzen | Sauber - Ford        | 57   | +1 giro                       | 9       |       |
| 9   | 16 | Ricardo Rosset        | Footwork - Hart      | 56   | +2 giri                       | 18      |       |
| 10  | 10 | Pedro Diniz           | Ligier - Mugen-Honda | 56   | +2 giri                       | 20      |       |
| 11  | 18 | Ukyo Katayama         | Tyrrell - Yamaha     | 55   | +3 giri                       | 15      |       |
| Rit | 20 | Pedro Lamy            | Minardi - Ford       | 42   | Cinture di sicurezza          | 17      |       |
| Rit | 1  | Michael Schumacher    | Ferrari              | 32   | Freni                         | 4       |       |
| Rit | 21 | Giancarlo Fisichella  | Minardi - Ford       | 32   | Frizione                      | 16      |       |
| Rit | 11 | Rubens Barrichello    | Jordan - Peugeot     | 29   | Motore                        | 8       |       |
| Rit | 8  | David Coulthard       | McLaren - Mercedes   | 24   | Acceleratore                  | 13      |       |
| Rit | 17 | Jos Verstappen        | Footwork - Hart      | 15   | Motore                        | 12      |       |
| Rit | 3  | Jean Alesi            | Benetton - Renault   | 9    | Collisione con E.Irvine       | 6       |       |
| Rit | 12 | Martin Brundle        | Jordan - Peugeot     | 1    | Collisione con P.Diniz        | 19      |       |
| NP  | 14 | Johnny Herbert        | Sauber - Ford        | 0    | Incidente alla prima partenza | 14      |       |
| NQ  | 22 | Luca Badoer           | Forti - Ford         |      | Regola del 107%               | 21      |       |
| NQ  | 23 | Andrea Montermini     | Forti - Ford         |      | Regola del 107%               | 22      |       |

## Statistiche
Piloti
- 14ª vittoria per  Damon Hill;
- 1ª pole position per  Jacques Villeneuve;
- 1° podio per  Jacques Villeneuve
- 1º giro più veloce per   Jacques Villeneuve;
- 1º Gran Premio per  Giancarlo Fisichella,   Jacques Villeneuve, Ricardo Rosset;

Costruttori
- 84ª vittoria per la  Williams;

Motori
- 75ª vittoria per il motore  Renault;

Pneumatici
- 329ª vittoria per le gomme  Goodyear;

Giri in testa
- Jacques Villeneuve (1-29, 33-53);
- Damon Hill (30-32, 54-58);

## Classifiche

### Piloti
| Pos. | Pilota             | Punti |
| ---- | ------------------ | ----- |
| 1    | Damon Hill         | 10    |
| 2    | Jacques Villeneuve | 6     |
| 3    | Eddie Irvine       | 4     |
| 4    | Gerhard Berger     | 3     |
| 5    | Mika Häkkinen      | 2     |
| 6    | Mika Salo          | 1     |

### Costruttori
| Pos. | Team               | Punti |
| ---- | ------------------ | ----- |
| 1    | Williams - Renault | 16    |
| 2    | Ferrari            | 4     |
| 3    | Benetton - Renault | 3     |
| 4    | McLaren - Mercedes | 2     |
| 5    | Tyrrell - Yamaha   | 1     |